# Defense Superior Service Medal
La Defense Superior Service Medal (DSSM) è una decorazione militare del Dipartimento della Difesa degli Stati Uniti, che viene conferita ai militari delle Forze Armate degli Stati Uniti che hanno svolto un servizio meritorio e superiore in una posizione di significativa responsabilità.
Viene conferita più spesso a generali e ufficiali di bandiera, seguiti in minor numero da colonnelli dell'Esercito, del Corpo dei Marines, dell'Aeronautica e della Space Force e da capitani della Marina e della Guardia Costiera.
È analoga e di rango superiore alla Legion of Merit, sebbene venga conferita per il servizio prestato in veste di ufficiale congiunto.

## Storia
Conferita a nome del Segretario alla Difesa degli Stati Uniti, è stata istituita dal Presidente Gerald R. Ford il 6 febbraio 1976 con l'Executive Order 11904. 

## Criteri di assegnazione
La Defense Superior Service Medal è la seconda più alta onorificenza militare non legata al combattimento del Dipartimento della Difesa degli Stati Uniti e la seconda più alta onorificenza per il servizio congiunto. Viene conferita dal Segretario della Difesa ai membri delle Forze Armate degli Stati Uniti che hanno prestato un servizio meritorio e di qualità superiore in una posizione di grande responsabilità. Tale servizio deve essere parte di un'attività congiunta. L'onorificenza ha generalmente una durata superiore a 12 mesi e comprende un intero incarico congiunto. Possono essere eleggibili i membri del servizio assegnati o assegnati a una Joint Task Force come individui, non come membri di una specifica unità militare. È stata anche assegnata a una piccola coorte di ufficiali militari statunitensi che hanno prestato servizio come astronauti per il servizio prestato in vista e durante le missioni dello Space Shuttle con a bordo carichi utili classificati e non classificati del Dipartimento della Difesa. In questi casi, il periodo di dodici mesi è stato considerato comprensivo del periodo di addestramento precedente al volo, che in genere superava un anno di durata.
I membri di unità specifiche per un determinato servizio possono ricevere onorificenze personali dal proprio servizio di appartenenza. Il DSSM riconosce specificamente il servizio eccezionalmente elevato e onora i risultati ottenuti da una persona per un periodo prolungato. Le onorificenze congiunte o del Dipartimento della Difesa, incluso il DSSM, possono essere assegnate postume.

## Aspetto
Al momento della sua creazione, si decise che la DSSM sarebbe stata ottenuta al minor costo possibile e con il minimo coinvolgimento. Per queste ragioni, e poiché si sarebbe classificata appena al di sotto della Defense Distinguished Service Medal per servizi analoghi, si decise di utilizzare lo stesso design della Defense Distinguished Service Medal, con finitura in argento anziché in oro, e con le iscrizioni sul retro della medaglia opportunamente modificate.
La medaglia è realizzata in metallo color argento con smalto blu ed è alta 4,8 cm. Il dritto raffigura un'aquila americana d'argento sovrapposta a un pentagono blu medio. L'aquila ha le ali spiegate, con lo scudo degli Stati Uniti caricato sul petto. Tra gli artigli sono infilate tre frecce incrociate d'argento. Le punte delle ali coprono un arco di stelle a cinque punte d'argento che circonda la parte superiore e i lati del pentagono, mentre la parte inferiore è circondata da una corona d'argento che circonda la base composta da un ramo d'alloro a sinistra e un ramo d'ulivo a destra.
Il retro è semplice, fatta eccezione per la scritta in alto: "Per un servizio superiore" (in inglese: For Superior Service). In basso, nel pentagono, c'è la scritta: "Dal Segretario della Difesa a" (in inglese: From The Secretary of Defense To).
La medaglia è sospesa a un nastro largo 1+3⁄8 pollici (3,5 cm) composto dalle seguenti strisce verticali: Giallo dorato 3⁄16 pollici (0,48 cm), Uccello azzurro 1⁄4 pollici (0,64 cm), Bianco 3⁄16 pollici (0,48 cm), Scarlatto 1⁄8 pollici (0,32 cm), Bianco 3⁄16 pollici (0,48 cm), Uccello azzurro 1⁄4 pollici (0,64 cm) Giallo dorato 3⁄16 pollici (0,48 cm).
Le successive assegnazioni della Defense Superior Service Medal sono contrassegnate da grappoli di foglie di quercia indossati sulla sospensione e sui nastri di servizio della medaglia.